# Mariusz Szczerski
Mariusz Szczerski ps. Szczery (ur. 8 września 1970 w Lublinie, zm. 3 sierpnia 2005 w Piekarach Śląskich) – polski muzyk, wokalista narodowosocjalistycznego zespołu Honor. Jedna z najbardziej znanych postaci polskiej sceny RAC.
W utworach wykonywanych przez Mariusza Szczerskiego pojawiały się treści neonazistowskie, neopogańskie i antychrześcijańskie oraz patriotyczne. Pod koniec swej twórczości oderwał się od treści nazistowskich, skierował się zaś w kierunku neopogańskim. W styczniu 2002 roku został aresztowany za propagowanie treści nazistowskich. Tuż przed jego śmiercią sprawa została umorzona. Zmarł 3 sierpnia 2005 w wyniku obrażeń odniesionych 25 lipca 2005 r. w wypadku samochodowym, po kilku dniach pobytu w stanie śpiączki w szpitalu w Piekarach Śląskich. Został pochowany 6 sierpnia 2005 w Rudzie Śląskiej w Parku Pamięci. Zostało mu poświęconych kilka koncertów zespołów ze sceny muzyki RAC, a 3 sierpnia 2009 r. został wydany tribute album „The Last Drakkar – In Memory Of Mariusz” nakładem Eastside.

## Dyskografia
Tribute albumy
- The Last Drakkar – In Memory Of Mariusz (2009, Eastside)